# Acronicta mansueta
Acronicta mansueta is een vlinder uit de familie van de uilen (Noctuidae). De wetenschappelijke naam van de soort werd voor het eerst geldig gepubliceerd in 1897 door John Bernhardt Smith.